# Miracle Man
Miracle Man est un cd single d'Ozzy Osbourne sorti en 1988.

## Titres

### Version 7" et 12" (Limité) Epic
1. Miracle Man 03:43
2. Crazy Babies 04:15

### Version 7" CBS
1. Miracle Man 03:43
2. Crazy Babies 04:15
3. You Said It All

### Version 12" (normal) et Digi-Pack
1. Miracle Man 03:43
2. The Liar
3. Crazy Babies 04:15